# Гармост
Гармост (др.-греч. ἁρμοστής) —  военно-административная должность Древней Спарты, связанная с управлением подчинёнными территориями.

## Этимология
Слово «гармост» (ἁρμοστής) происходит от существительного ἁρμός (связь, скрепа) или глагола ἁρμόζω (скреплять, сплачивать, приспособлять). К этому же корню относится слово ἁρμονία (порядок, строй, слаженность, гармония).

## История
Впервые гармосты упоминаются в схолиях к Пиндару: их было двадцать, и предполагается, что в архаические времена они посылались ежегодно в города периэков для наблюдения за местными делами. Во время Пелопоннесской войны так стали называться командиры гарнизонов, оставляемых Спартой в подчинившихся ей городах для поддержки дружественных олигархических режимов и своей гегемонии. Впервые эта практика отмечается во время Архидамовой войны, и хотя описывающий её Фукидид не использует слово «гармосты», это может объясняться тем, что он вообще избегал употребления специфических терминов.
Когда Афины потерпели тяжёлое поражение на Сицилии и в Пелопоннесской войне наметился перелом в пользу Спарты, та стала посылать гармостов с воинскими отрядами в города, желающие отпасть от Афин — Абидос, Византий, Халкедон, Милет, острова Хиос, Лесбос, Фасос. Все эти люди (например, Клеарх, Деркилид, Этеоник) были спартиатами. Лисандр, особенно выдвинувшийся на финальном этапе войны, назначал, начиная с 407 года до н. э., гармостов из собственных сподвижников во многие места, включая окончательно побеждённые Афины.
Постепенно гармосты превращались в правителей-наместников областей, вошедших в подчинение Спарте. Сложилась система их ежегодного назначения и отзыва эфорами. Однако очень скоро они стали в глазах греков символом одновременно жестокости и корыстолюбия, олицетворением тяжкой власти нового гегемона, и вызвали всеобщую ненависть к себе и к Спарте. По заключении Анталкидова мира в 387 г. до н. э. Спарта объявила подчинённые полисы свободными, но гармостов из них не вывела. Просуществовал этот институт до битвы при Левктрах 371 г. до н. э., когда фиванский стратег Эпаминонд разбил лакедемонян с союзниками, обозначив начало конца их гегемонии. Назначали своих гармостов и сами фиванцы во время собственной недолгой гегемонии, сменившей спартанскую.

### По Ксенофонту
Ксенофонт. Греческая история. Книга 6. Гл. 3.18:

Афиняне с союзниками (в том числе фиванцы) вели войну с лакедемонянами. На беотийском театре лакедемоняне в течение двух лет подряд не смогли вторгнуться в Фиванскую область. В результате фиванцы покорили беотийские города и начали ходить походами на фокейцев.
Так как фиванцы шли походами и покоряли дружественные Афинам города, отношения между афинянами и фиванцами становились всё неприязненнее. Афины послали послов в Лакедемон для заключения мира. В результате «…лакедемоняне приняли постановление согласиться на мир, по которому стороны обязались вывести из союзных городов гармостов, распустить сухопутные и морские силы и предоставить автономию всем городам».
Ксенофонт. Книга 5. Гл. 4.13:

После восстания в Фивах лакедемоняне казнили фиванского гармоста (командира спартанского гарнизона в Кадмее) «за то, что он покинул крепость, не дождавшись, пока к нему придут на выручку» и объявили поход на фиванцев.
Ксенофонт. Книга 7. Гл. 1.12:

Желая склонить на свою сторону ахейцев, до этого бывших нейтральными, Эпаминонд предпринял в 367 году до н. э. поход в Ахайю. Аргосское войско по его просьбе заняло Оней, победив стоящих там спартанцев и афинян. Фиванцы беспрепятственно перешли Онейские горы и вторглись в Ахайю. Эпаминонд заставил ахейцев вступить в союз с ним, но олигархию в ахейских городах оставил. Когда Эпаминонд уже отступил из Ахайи, аркадяне попросили его послать гармостов (наместников) в ахейские города. Гармосты с помощью народа установили демократию и изгнали олигархов. Но изгнанники собрали войско, овладели своими городами и вновь установили олигархическое правление, но теперь они уже явно были на стороне Спарты.